# Серебрянская ГЭС-1
Серебрянская ГЭС-1 — гидроэлектростанция в Мурманской области России. Расположена на реке Воронья. Является верхней ступенью каскада Серебрянских ГЭС.
Серебрянская ГЭС-1 образует Серебрянское водохранилище. ГЭС расположена в 50,5 км от устья.

## История
Первый бетон в основание ГЭС был положен летом 1967. Пуск первого гидроагрегата состоялся 5 ноября 1970. Строительство ГЭС закончилось в 1971. ГЭС построена по плотинно-деривационному типу.
Состав сооружений ГЭС:
- каменно-земляная плотина в русле р. Воронья длиной 1820 м и наибольшей высотой 78 м;
- земляные плотины № 1 длиной 441 м, № 2 длиной 228 м, № 3 — 136 м, № 4 — 351 м;
- водосбросная бетонная плотина длиной 27 м;
- труба в теле земляной плотины;
- подводящий канал длиной 1625 м;
- водоприемник;
- металлические трубопроводы длиной по 267,1 м;
- здание ГЭС длиной 61 м;
- отводящий канал длиной 100 м.

Мощность ГЭС — 201 МВт, среднегодовая выработка — 593,9 млн кВт·ч. В здании ГЭС установлено 3 поворотно-лопастных гидроагрегата мощностью по 67 МВт, работающий при расчетном напоре 75 м. Машинный зал длиной 48 м и шириной 17 м, длина монтажной площадки 12 м. Расстояние между осями гидроагрегатов 14 м.
Водоприемник имеет 2 отверстия размером 5,5×6 м каждое, от которых по 3-м металлическим трубопроводам длиной по 267,1 м и диаметром 5,6-5,2 вода подается к турбинам ГЭС. В водоприемник, деривационный канал, турбинные водоводы, здание ГЭС и отводящий канал уложено 47 тыс. м3 грунта.
Каменно-земляная плотина в русле реки Воронья длиной 1820 м и наибольшей высотой 78 м. В плотину отсыпано 5230 тыс. м3 грунта.
ГЭС является верхней ступенью каскада. Напорные сооружения ГЭС (длина напорного фронта 2,5 км) образовали Серебрянское водохранилище, включившее в себя Ловозеро. Водохранилище является регулирующим для всего каскада (годовое регулирование стока). Площадь водохранилища 237 км², полная и полезная ёмкость 2,86 и 1,57 км³. При создании водохранилища было затоплено 220 га сельхозугодий, перенесено 40 строений.
Объёмы выполненных работ:
- выемка мягкого грунта — 970 тыс. м³;
- выемка скального грунта — 668 тыс. м³;
- насыпь мягкого грунта — 3146 тыс. м³;
- каменные наброски, дренажи, фильтры — 2819 тыс. м³;
- бетон и железобетон — 84 тыс. м³;
- металлоконструкции и механизмы — 4,8 тыс. т.

Стоимость строительства:
- Сметная стоимость строительства в ценах 1961 года — 149 млн руб.
- Строительство гидротехнических сооружений — 125,1 млн руб.;
  - в том числе затраты по водохранилищу — 1,939 млн руб.
- Строительно-монтажные работы — 100,9 млн руб.
- Жилкультбытстроительство — 9,1 млн руб.
- Капиталовложения в энергетику — 189,3 млн руб. (вместе с ГЭС-2)[1]
- Удельные капиталовложения:
  - на 1 уст. кВт — 540 руб.;
  - на 1 кВт. ч — 17,7 коп.

В 1973 году завершено строительство 2-х гидроузлов.